# الماتية (حفاش)

تعديل مصدري - تعديل

الماتية هي إحدى قرى عزلة بيت الشماع بمديرية حفاش التابعة لمحافظة المحويت، بلغ تعداد سكانها 250 نسمة حسب تعداد اليمن لعام 2004.